# Gray Matter (gruppo musicale)
I Gray Matter sono un gruppo musicale statunitense formatosi nel 1983 nella scena di Washington D.C..

## Storia
Il gruppo nasce stilisticamente all'interno del filone hardcore punk di Washington D.C. insieme a band come i Minor Threat, il cui cantante e chitarrista Ian MacKaye  pubblicherà tutti i lavori della band con la sua etichetta Dischord Records.
Come lo stesso MacKaye, il quale nel 1985 fonda gli Embrace, band fondatrice del genere emo (in particolare della prima ondata), anche i Gray Matter si evolvono verso questo genere e verso forme più melodiche indie e alternative rock, diventando una delle prime emo-band.

La band, dopo essersi sciolta nel 1986, si riforma nel 1990 per poi chiudere definitivamente la propria attività nel 1993.

## Formazione
- Geoff Turner - voce, chitarra
- Mark Haggerty - chitarra
- Steve Niles - basso
- Dante Ferrando - batteria

## Discografia

### Album studio
- 1984 - Food for Thought
- 1992 - Thog

### Raccolte
- 1990 - Take It Back/Food For Thought

### EP
- 1985 - Alive and Kicking
- 1985 - Take it Back
- 1990 - 4 Songs